# The Penguins
The Penguins és una banda de música catalana, formada el 2006 a Sant Feliu de Llobregat, i que han publicat dos discs, Reggae per xics (Buenritmo, 2011) i Shuffle, Cut & Deal (Buenritmo, 2014) El seu primer disc estava orientat als infants, recuperant música popular catalana, i en el segon disc va incorporar temes propis.
El grup es va formar arran d'un petit concert ocasional per a nens que van organitzar per les festa de Santa Cecília. Els integrants del grup van decidir doncs continuar aquest projecte, realitzant una proposta musical i pedagògica adreçada a petits i grans. Han fet més de 200 concerts i venut més de 12.000 còpies. El 2016, celebrant el desè aniversari de la banda, van realitzar un documental dirigit per Jep Jorba, de Poca Broma Produccions, que repassa la història de la banda.
La seva cançó "Boires i retrets" va ser escollida com a cançó oficial de la Volta Ciclista a Catalunya 2022.

## Discografia
- Reggae per xics (2011) - Reggae per xics
- Pugem al tren (2014) - Reggae per xics
- Shuffle, Cut & Deal (2014)
- Reggae per xics: 5 anys (2016) - Reggae per xics
- The Penguins X (2016)
- Ballant damunt la lluna (2018) - Reggae per xics
- Herois de cartró (2018)
- Quadern de bitàcola (2021) - Reggae per xics
- 4 notes d'amor(t) (2022)

## Membres[calcitació]
- Bateria: Xavi Haro
- Baix: Robert Valls
- Guitarra rítmica: Bernat Romagosa
- Guitarra melòdica: Oriol Serna
- Teclat i cors: Sergi Beltran
- Trompeta i percussions: Genís Navarro
- Flauta travessera: Albert (Tillo) Carrera
- Saxo tenor: Eduard Polls
- Saxo alt: Francesc Polls
- Veu, trombó i cors: Francesc Puiggròs
- Veu i cors: Axel Domingo

## Premis i reconeixements
- Premi ARC 2015 al millor espectacle per a públic familiar.[3]